# Digah, Quba
Digah (hay còn gọi là Digyakh) là một làng đô thị thuộc vùng Quba của Azerbaijan.  Có dân số là 1,760 người.